# Nonette (Puy-de-Dôme)
Nonette ist eine Ortschaft und eine ehemalige französische Gemeinde im Département Puy-de-Dôme in der Region Auvergne-Rhône-Alpes. Sie gehörte zum Arrondissement Issoire und zum Kanton Brassac-les-Mines.
Mit Wirkung vom 1. Januar 2016 wurden die bisher eigenständige Gemeinden Orsonnette und Nonette zur Commune nouvelle Nonette-Orsonnette zusammengelegt und haben in der neuen Gemeinde den Status einer Commune déléguée mit 362 Einwohnern (Stand: 1. Januar 2018). Der Verwaltungssitz von Nonette-Orsonnette befindet sich im Ort Nonette.

## Lage
Nachbarorte sind Le Broc im Nordwesten, Les Pradeaux im Norden, Saint-Martin-des-Plains im Nordosten, Lamontgie im Osten, Orsonnette im Südosten und Le Breuil-sur-Couze im Südwesten.

## Bevölkerungsentwicklung
| Jahr                       | 1962 | 1968 | 1975 | 1982 | 1990 | 1999 | 2008 | 2018 |
| -------------------------- | ---- | ---- | ---- | ---- | ---- | ---- | ---- | ---- |
| Einwohner                  | 244  | 270  | 272  | 269  | 275  | 289  | 321  | 362  |
| Quellen: Cassini und INSEE |      |      |      |      |      |      |      |      |

## Sehenswürdigkeiten
- Kirche Saint-Nicolas, seit 1976 als Monument historique ausgewiesen
- Burgruine

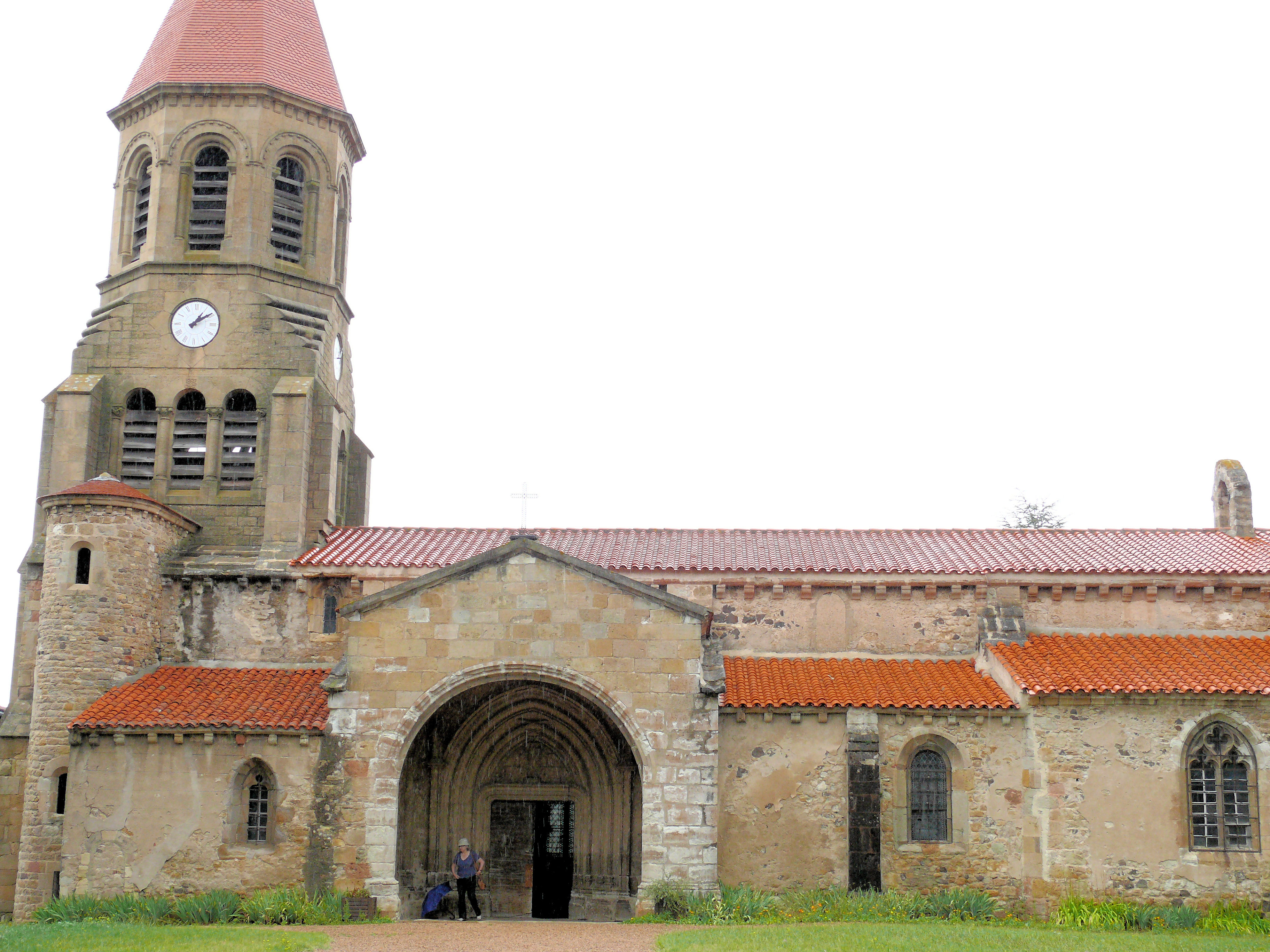
Kirche Saint-Nicolas
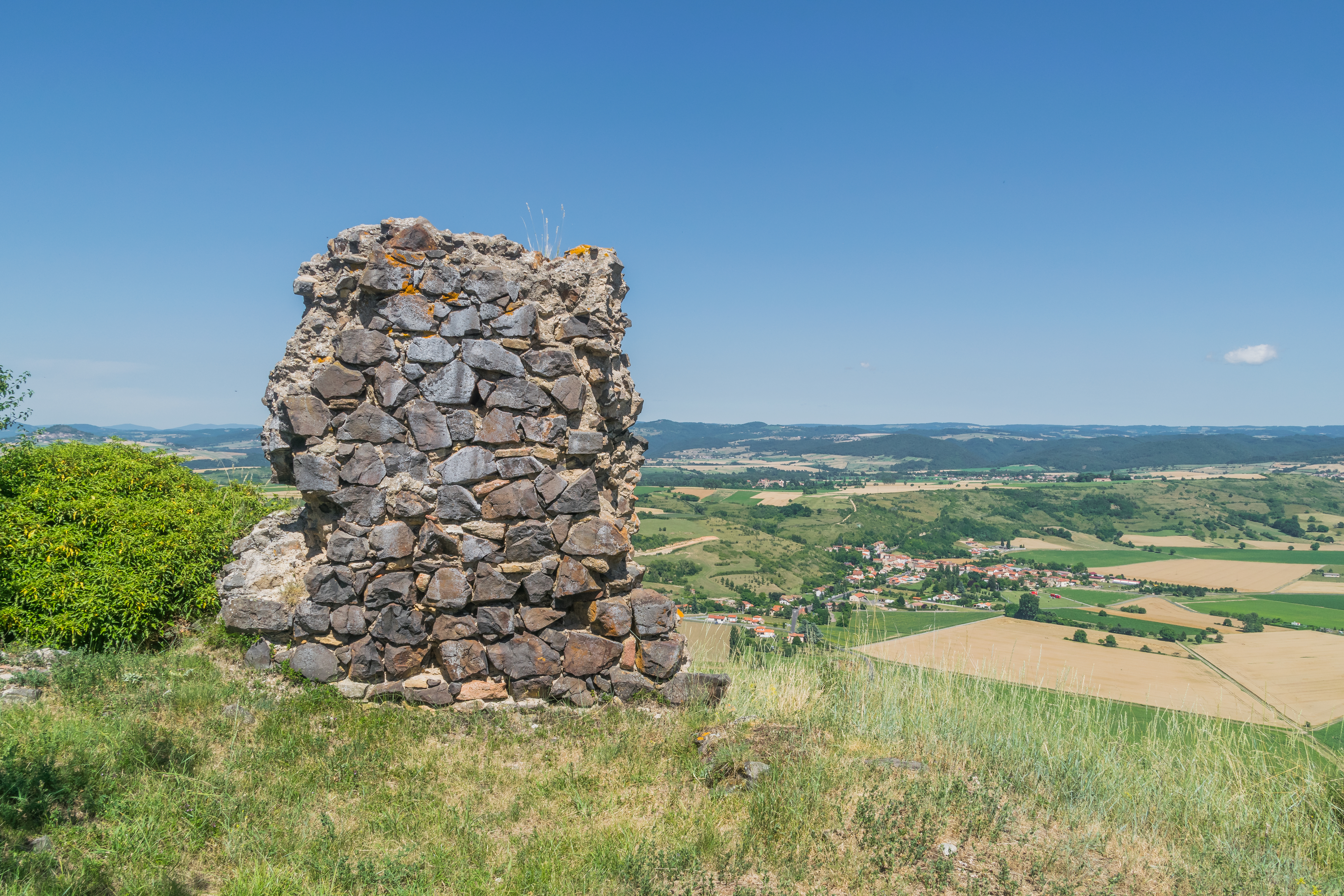
Burgruine